# 春の珍事
『春の珍事』（はるのちんじ、原題：It Happens Every Spring）は、1949年制作のアメリカ映画。

## あらすじ
化学を専攻する大学教授で、大の野球ファンでもある主人公は研究室での実験中、木材に反発する性質を持つ不思議な液体を偶然に作ってしまう。これを野球のボールに塗って投げれば、木製のバットをよけて空振りが取れることを思いついた彼は、自らを必勝の奪三振請負人としてメジャーリーグのチームに売り込み、まんまと入団するが…

## キャスト
| 役名               | 俳優                         | 日本語吹替                                                          |
| 役名               | 俳優                         | NETテレビ版                                                         |
| ------------------ | ---------------------------- | ------------------------------------------------------------------- |
| バーノン（ケリー） | レイ・ミランド               | 中村正                                                              |
| デビー             | ジーン・ピーターズ           | 増山江威子                                                          |
| モンク             | ポール・ダグラス (俳優)      | 島宇志夫                                                            |
| エドガー           | エド・ベグリー               | 雨森雅司                                                            |
| ジミー             | テッド・デ・コルシア         | 相模武                                                              |
| グリーンリーフ教授 | レイ・コリンズ               |                                                                     |
| グリーンリーフ夫人 | ジェシー・ロイス・ランディス |                                                                     |
| 不明 その他        |                              | 肝付兼太 吉沢久嘉 加藤修 千葉耕市 島美弥子 松田弘 北村弘一 浅井淑子 |
|                    |                              |                                                                     |
| 演出               | 演出                         | 高桑慎一郎                                                          |
| 翻訳               | 翻訳                         | 山田小枝子                                                          |
| 効果               |                              |                                                                     |
| 調整               | 調整                         | 山田太平                                                            |
| 制作               | 制作                         | 日米通信社                                                          |
| 解説               |                              |                                                                     |
| 初回放送           | 初回放送                     | 1969年5月24日 『土曜映画劇場』                                      |

## 他作品への影響
漫画『巨人の星』
主人公星飛雄馬がオールスター戦で「大リーグボール3号」を初投球した直後、スポーツ紙の企画で、飛雄馬に三振を喫したパ・リーグの3打者（野村克也、ジョージ・アルトマン、張本勲）を招いた座談会が開かれるというエピソード中、張本が「バットをよけて通る魔球」とその本質を喝破したのに対し、司会の記者が、それではまるで昔のアメリカ映画ではないか、と本作品を引き合いに出して笑い飛ばすという場面がある。他の野球漫画作品の「魔球」とならんで、本作品も「大リーグボール3号」の設定に重要なヒントを与えたことがうかがえる。